# Bataille de Thèbes
Guerres d'Alexandre le Grand
Batailles
- Pélion
- Thèbes

- Granique
- Milet
- Halicarnasse
- Issos
- Tyr
- Gaugamèles
- Portes persiques

- Aornos
- Hydaspe

La bataille de Thèbes désigne le siège et la destruction complète de la cité grecque de Thèbes en décembre 335 av. J.-C. La cité se révolte contre la domination macédonienne imposée par Philippe II. Alexandre le Grand, jeune roi de Macédoine alors en guerre contre des tribus illyriennes, intervient rapidement afin de mater le soulèvement. Abandonnée par ses alliés, Thèbes combat seule la puissante armée macédonienne. Vaincue, la cité est partiellement détruite sur ordre d'Alexandre.

## Contexte historique
En 336 av. J.-C., Alexandre le Grand succède à son père Philippe à la tête du royaume de Macédoine. Il lui faut tout de même s'imposer dans un pays où les périodes de changement du pouvoir ouvrent la voie à de nombreuses tentatives de coup d'état. Efficacement secondé par sa mère Olympias et Antipatros, ancien officier de Philippe II, Alexandre assassine ses rivaux potentiels puis combat les tribus thraces et gètes afin de stabiliser les frontières septentrionales du royaume.
Lors de la bataille de Chéronée de 338, Philippe et Alexandre avaient écrasé la coalition menée par Thèbes et Athènes. Les cités grecques ont ensuite accepté la domination macédonienne. À l'hiver 338 , elles sont réunies au sein de la ligue de Corinthe où elles s'associent à la koinè eirènè, la paix commune, imposée par Philippe. Lors de ce rassemblement, Philippe est élu hégémon des Grecs pour mener la guerre contre les Perses achéménides. Au moment de l'avènement d'Alexandre, la situation semble pacifiée en Grèce et le jeune roi s'apprête à passer en Asie. 
Depuis 338, les Thébains sont obligés d'héberger une garnison macédonienne sur la Cadmée, l'acropole de la cité. Une rumeur sur la mort d'Alexandre lors d'un combat sur les bords du Danube ainsi que les subsides envoyées par le Grand Roi Darius III déclenchent la révolte de Thèbes. Les Athéniens et les Spartiates promettent de soutenir la cité. Apprenant la défection des Thébains et les complicités dont ils disposent, Alexandre traverse la Grèce à marche forcée avec ses troupes et franchit les Thermopyles surprenant les Grecs. Selon Plutarque, il aurait alors déclaré :  « Démosthène me traitait d'enfant quand j'étais en Illyrie et chez les Triballes, puis d'adolescent quand je suis entré en Thessalie ; je veux lui faire voir devant les murs d'Athènes, que je suis un homme. »

## Le siège de Thèbes
Plutarque relate en détail la bataille et la destruction de Thèbes. Alexandre arrive aux portes de Thèbes dont les habitants n'ont pas imaginé qu'il puisse venir si vite, croyant au départ avoir affaire à Antipater. Il laisse le temps à la cité de changer d'avis et demande que Phoenix et Prothytès, probablement les inspirateurs de la révolte, soient livrés. Il promet également d'accorder l'impunité à ceux qui changeraient de camp. Les Thébains rejettent ces tentatives de négociations alors qu'ils savent qu'aucun secours ne viendra d'Athènes ou de Sparte. Alexandre lance l'assaut contre la cité. Appuyée par la garnison macédonienne toujours présente sur la Cadmée, l'armée macédonienne entre dans Thèbes et s'empare de la ville. Plutarque dénombre près de 6 000 morts du côté thébain pendant les combats.

## La résistance de Timocleia
Dans la Vie d'Alexandre, Plutarque relate l'histoire de la Thébaine Timocleia, une femme « renommée et vertueuse ». Lors des combats, des soldats macédoniens pillent et saccagent sa demeure. Après l'avoir violée et battue à plusieurs reprises, le chef des Macédoniens, un Thrace, lui demande si elle avait de l'or ou de l'argent caché. Timocleia le conduisit dans le jardin et lui montre le puits dans lequel elle avoue avoir jeté tous ses biens les plus précieux. Alors que le Thrace se penchait pour apercevoir ces objets, Timocléia le poussa au fond du puits avant de le tuer en lui lançant des pierres. Les soldats macédoniens l'amenèrent devant Alexandre. Le roi lui ayant demandé qui elle était, Timocléia aurait répondu : « Je suis la sœur de Théagénès, qui a combattu contre Philippe pour défendre la liberté des Grecs et qui est tombé à Chéronée, où il était stratège ». Sa réponse et son acte auraient suscité l'admiration d'Alexandre qui ordonna de la laisser partir avec ses enfants.

## La destruction de Thèbes
Suivant la politique de son père, Alexandre demande au conseil de la ligue de Corinthe de statuer sur le sort de la cité dont la résistance causa la perte de 6 000 Thébains. Les ennemis traditionnels de Thèbes en Béotie et en Phocide profitent de la situation et remettent en avant la vieille histoire du « médisme » thébain : alliance de Thèbes avec Xerxès lors de la seconde guerre médique. Alexandre veut frapper les cités grecques de terreur afin d'avoir les mains libres pour ses projets orientaux. Afin de satisfaire ses alliés locaux, la cité de Thèbes est rasée. À l'exception des prêtres, des hôtes des Macédoniens et des descendants du poète Pindare, la plupart de la population, 30 000 selon Plutarque, est vendue en esclavage. Certains se réfugient en Attique ou dans les autres cités de Béotie. Les cités voisines se partagent feu la cité de Thèbes dont il ne reste que la Cadmée. 

### Les conséquences
Thèbes se voit affliger les vengeances venues des cités avec qui elle fut autrefois en conflit. L’immense territoire thébain est partagé entre les cités limitrophes comme Tanagra, Platées, Thespies et Akraiphia qui voient leur territoire considérablement s’accroître. Par ailleurs, leur animosité envers Thèbes s’est illustrée lors de sa destruction puisque beaucoup y ont participé de manière très brutale. Athènes jouit également du partage du territoire thébain en absorbant Oropos, par don d'Alexandre le Grand. Thèbes, devenue sans importance, aurait aussi perdu son hégémonie dans le koinon béotien au profit de la cité d’Orchomène. Grâce au butin territorial récupéré après la bataille, ces cités ont pris part à la guerre lamiaque aux côtés des Macédoniens en juin 323 avant J.-C. Les rescapés thébains ou non asservis ont quant à eux rallié le Grand Roi Perse Darius III lors de la bataille d’Issos en 333 avant J.-C. contre Alexandre le Grand, dès lors considéré comme le bourreau de leur cité disparue. De nouveau battus, les Thébains ne voient pas leur situation réellement évoluer avant l’arrivée au pouvoir du fils d’Antipater, Cassandre, qui lança la reconstruction de la cité par un édit en 316 avant J.-C. 

### Les réactions
Alexandre le Grand aurait été envahi par un sentiment de regret quant à la destruction de la cité qui fut majoritairement critiquée. Pour Plutarque, cette décision est le résultat d’une grande colère l’ayant poussé à un geste regrettable de fureur, d'autant plus que les Thébains se seraient battu avec courage. On peut s'attendre que le Roman d'Alexandre, écrit par Pseudo-Callisthène et louant le Conquérant légitime ou tente de justifier son action, or il n'en est rien.   
Alexandre a également reçu des critiques plus conciliantes notamment de la part d'Arrien qui trouve en cette action des circonstances atténuantes en évoquant le libre choix laissé par Alexandre et ayant donc une attitude conciliante. De plus, Arrien va dans le sens contraire de Plutarque en ne reconnaissant chez les Thébains aucun avantage guerrier. Le sac de Thèbes relève selon lui de la responsabilité de Perdiccas (qui a mené les actions militaires) et des mercenaires qui ont fait preuve d'une violence qu'Alexandre n'aurait jamais demandée. La destruction de Thèbes dépasserait la dimension politique d'Alexandre et se serait alors transformée en règlement de comptes entre les différentes cités. 
Les réactions furent majoritairement composées de pitié et d’indignation quant à la destruction de la cité. Beaucoup de cités, en dehors du koinon béotien furent compatissantes avec Thèbes à cause de la peur suscitée par l’action de colère d’Alexandre le Grand. Démosthène, orateur ayant poussé Thèbes au soulèvement, parle d’un sacrifice de cette dernière pour la Béotie et souligne le courage des Thébains s’étant dressés contre Alexandre le Grand.
Cependant, certains orateurs tels qu’Eschine (qui est par ailleurs un rival de Démosthène) livrent un discours apathique. Ce dernier justifie la sanction du roi macédonien par les actions de Démosthène qu’il juge irresponsables puisqu'il a poussé Thèbes au soulèvement. Il explique également que les Thébains auraient « manqué de prudence et de sagesse dans les affaires de la nation ». La soif d’hégémonie et de pouvoir aurait donc poussé Thèbes à sa propre perte. Souvent, ceux qui justifiaient la destruction de Thèbes utilisaient l'argument de l'alliance de la cité à la Perse.

## Sources antiques
- Diodore de Sicile, Bibliothèque historique [détail des éditions] [lire en ligne], XVII, 5-14.
- Plutarque, Vies parallèles [détail des éditions] [lire en ligne], Alexandre, 8-13.
- Démosthène, Sur la couronne, 153.
- Eschine, Contre Ctésiphon, 156.